# San Miguel Chicaj
San Miguel Chicaj ist eine Großgemeinde im Departamento Baja Verapaz in Guatemala. In dem 300 km² großen Gemeindegebiet leben etwa 23.000 Menschen, davon ein Großteil in San Miguel, die Übrigen in acht anderen Ortschaften und 21 Weilern.

## Lage
San Miguel liegt im Herzen des Departamentos Baja Verapaz zwischen Salamá und Rabinal auf etwa 940 Metern Höhe an den nördlichen Ausläufern der Sierra de Chuacús. Von Guatemala-Stadt aus sind es über die Atlantik-Fernstraße CA 9, die bei El Rancho nach Cobán abzweigende CA 14 und über Salamá 159 km nach San Miguel Chicaj. Die alternative Verbindung über San Juan Sacatepéquez, El Chol und Rabinal ist 146 km lang, die Fahrtzeit ist jedoch wegen des Straßenzustandes und der zahlreichen Kurven erheblich länger. 

## Wirtschaft
San Miguel lebt vorwiegend von der Landwirtschaft und dem Handwerk.

## Geschichte
San Miguel Chicaj wurde als „Rancho San Miguelito“ gegründet und 1803 (1877) zum Municipio erhoben. Das Maya-Wort „Chicaj“ bedeutet „im Himmel“. Wie in Rabinal sprechen die Menschen in San Miguel die Maya-Sprache Achí.